# سينما غامبيا

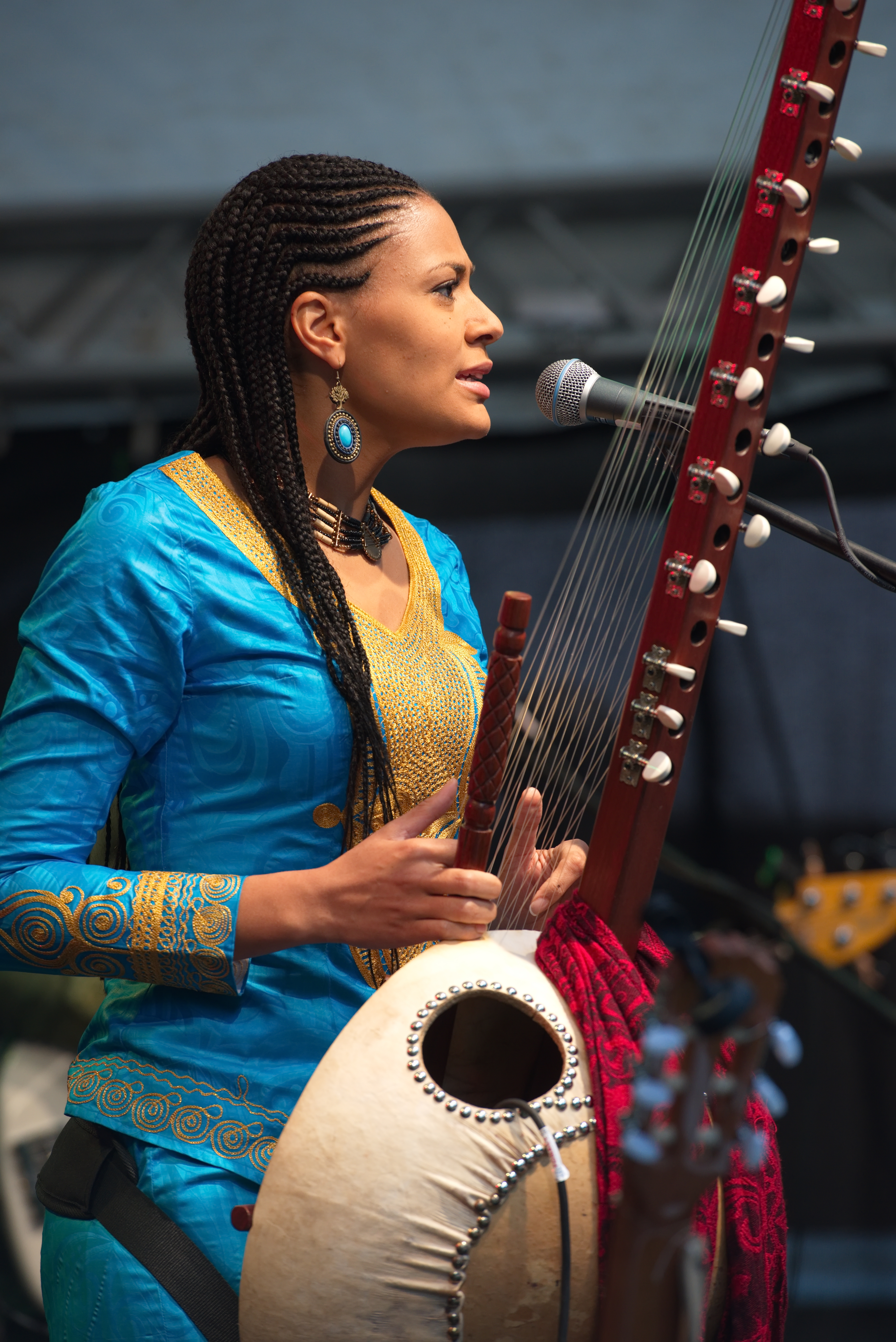
حفل موسيقي في الهواء الطلق لسونا جوبارته؛ جولة "فاسيا" في حديقة فالدفريدن للنحت، فوبرتال

تتميز سينما الغامبية بالتنوع والإختلاف. هناك العديد من الأفلام الغامبية التي لا تُنسى مثل الجذور (مسلسل قصير 1977م)، ما وراء فيلم وثائقي عن الأمواج الأفريقية، غامبيا خذني لتعلم جذوري، يد القدر، وعد جاها، جانجي جولوف. هناك العديد من الأفلام التي تدور أحداثها أو صورت في غامبيا مثلصبي المراة، غامبيا الساحل المبتسم. هناك العديد من المخرجين السينمائيين الغامبيين مثل مارياما خان، الأمير بوبكر أميناتا سانكانو وابراهيم سيساي. هناك العديد من ممثلات السينما الغامبيات مثلروزالين ميورير..هناك العديد من منتجي الأفلام الغامبيين مثلالأمير بوبكر أميناتا سانكانو. وبغامبيا مهرجان سينكامبيا السينمائي الدولي.

## أفلام غامبية

### ما وراءفيلم وثائقي عن الأمواج الأفريقية
يُتابع فيلم «ما وراء - وثائقي عن الأمواج الأفريقية» السكان المحليين على طول ساحل المغرب والصحراء الغربية وموريتانيا والسنغال وغامبيا في منازلهم، ويزور مواقع ركوب الأمواج ويُلقي نظرة على حياتهم في ركوب الأمواج. يعرض هذا الفيلم الوثائقي تاريخ السكان وثقافتهم ونمط حياتهم بالإضافة إلى المسافرين الأوروبيين على طول الساحل الأفريقي. على الرغم من الاختلافات الكبيرة، إلا أن هناك رابطًا واحدًا مهمًا هو ركوب الأمواج. يلتقط الفريق المناظر الطبيعية الجميلة والأمواج المثالية والأشخاص الذين يقابلونهم.

### غامبياخذني لتعلم جذوري[7]
خذني لتعلم جذوري يأخذنا في رحلة إلى غامبيا والثقافة والحياة التي يعيشها هؤلاء الناس. هذا الفيلم عن أصدقاء فقدوا وأصدقاء وجدوا. وعن مهمة للأمهات العازبات لتعليم أبنائهن المختلطي الأعراق جذورهم في غرب إفريقيا. استمرت مدة إعداد القصة 30 عامًا، امتدت على مدى ثلاثة أجيال، و4000 ميل من المنزل، وأُعيدت للحياة بأغنية خاصة جدًا.

### يد القدر[11][12]
يد القدر الذي تم التصويت عليه أفضل فيلم للسكان الأصليين في حفل توزيع جوائز نوليوود ونقاد السينما الأفريقية (جوائز الأوسكار الأفريقية) الذي عقد في واشنطن العاصمة في 14 سبتمبر 2013، والذي عرض أيضًا في إثيوبيا كجزء من الاحتفال بالذكرى الخمسين لتأسيس الاتحاد الأفريقي.
في هذه الأثناء، رشح مخرج الفيلم إبراهيم سيساي لأفضل مخرج وجون تشارلز نجي لأفضل ممثل في نوليوود وأفريقيا.
قصة يد القدر عن موضوع الزواج المبكر وآثاره السلبية على نمو الفتيات الصغيرات، وتطرح أسئلة في محاولة للعثور على بعض الأجوبة لهذه الظاهرة الثقافية.

### وعد جاها
وعد جاها هو فيلم ملهم عن جاها والتى هي ناشطة صنفت ضمن أكثر 100 شخصية مؤثرة في مجلة تايمز في 2016 وتُسافر حول العالم وتصبح عامل قوي للتغيير. وتتحلى بالشجاعة لمواجهة والدها والسياسيين والمجتمع المحيط بها.فيلم قوي عن امرأة أقوى، الفيلم مليء بالدراما الخام للصراع الشخصي والعائلي والديني والسياسي، يُعد وعد جاها سرد غير عادي للتغيير الفردي والإجتماعي.

### جانجي جولوف
تعكس القصة حياة شاب غامبي، وتروي كفاحه للحصول على تعليم جامعي. يروى جانجي جولوف قصة حياة مومودو سابالي، الذي كان أحد الطلاب الرواد الذين بدأوا تعليمهم الجامعي في غامبيا. وقد أشاد به الكثيرون كمصدر كبير للإلهام لآلاف الشباب الغامبيين الذين يحتاجون إلى الثقة بالنفس والعزم على البقاء في المنزل. يُمكن أن يكون الفيلم مصدر إلهام وتوجيه كبير للشباب. مع الموسيقى التصويرية التي تعكس جمال وعمق التراث الثقافي في غامبيا. وقد اصطف الممثلون الرئيسيون في حفل توزيع جوائز الأفلام الخاصة (SMA) لعام 2018 الذي أقيم في شاطئ دجيمبي. وفازت مونيكا ديفيز بجائزة أفضل ممثلة عن دورها في جانجي جولوف، فيما ذهبت جائزة أفضل سيناريو لمؤلف كتاب جانجي جولوف الذي ألهم السيناريو الذي أصبح فيلماً يحمل نفس العنوان.

### مرحبًا بكم في الساحل المبتسمالعيش في الغيتو الغامبي
مرحبًا بكم في الساحل المبتسمهو فيلم وثائقي طويل يقدم نظرة نادرة على الحياة اليومية لخمسة عشر شابًا يكافحون لتغطية نفقاتهم على هامش صناعة السياحة الغامبية. على الرغم من كونها أصغر دولة في البر الأفريقى، أصبحت غامبيا وجهة سياحية شهيرة بسبب مناخها الدافئ ووفرة الحياة البرية والألفة الرخيصة.

## أفلام تدور أحداثها في غامبيا

### صبي المرايا
صبى المراياهي رحلة صوفية عبر إفريقيا، تُرى من خلال عيون الصبي تيجان البالغ من العمر 12 عامًا. بعد قتال في شوارع لندن، أصيب فيه صبي محلي، قررت والدة تيجان إعادته إلى جذورهم، إلى غامبيا. عند وصولهم إلى بانجول، واجه تيجان شبحًا غريبًا، وهو صبي يبتسم له في المرآة ويتلاشي.رؤية نفس الصبي في سوق شارع مزدحم في اليوم التالي يؤدي إلى سلسلة من الأحداث، حيث وجد تيجان نفسه ضائعًا. بينما تكافح والدة تيجان المصابة بالذعر للعثور على ابنها، يتم ترك تيجان بمفرده بصحبة صبي المرآة الغامض، والذي يبدو أنه مرئي له فقط. بعد طقوس العبور الروحية المؤلمة، يأخذ صبى المرايا تيجان في رحلة صوفية، ولكن ليس كل شيء كما يبدو.

### الجذور (مسلسل قصير 1977م)[24][25][26]
لا أحد يريد أن يرى الجذور.كان هذا هو حكم شبكة ABC الأمريكية في عام 1977.لقد دفعوا 6.6 مليون دولار (لم يسمع به أحد في ذلك الوقت) لإنتاج مسلسل قصير مبني على كتاب أليكس هالي الأكثر مبيعًا والذي يسرد رحلة أسلافه الأفارقة من وطنهم، عبر سفن العبيد، إلى المزارع الأمريكية. الدراما، مستوحاة من كتاب أليكس هالي، تتبع عدة أجيال من عائلة من العبيد، بدءًا من كونتا كينتي، وهو شاب من غرب إفريقيا اختطفه تجار العبيد وتم نقله إلى أمريكا.

## مخرجي الأفلام الغامبيين

### مارياما خان
مارياما خانغامبية ذات أصل سنغالي، وهي مخرجة أفلام وناشطة ثقافية وباحثة وأستاذة، تدرّس حاليًا التاريخ الأفريقي والحضارات الأفريقية في كلية ليمان في نيويورك.يُركز بحثها الحالي على العلاقات الحدودية بين غامبيا والسنغال، والثقافة، والنقل عبر الحدود، والحركات التجارية والدينية في سينيغامبيا. وهي مؤسسة مبادرة الأفلام الوثائقية - غامبيا ومركز ماكان كين لمشاريع الفنون الإبداعية المعلقة حاليًا.تتحدث عن تجربتها مع الصورة المؤثرة، وثقافة السينما في غامبيا، ودورها كناشطة ثقافية وباحثة. السيدة خان شابة غامبية عملت في مكتب المرأة وشغلت منصب الأمين العام لمكتب الرئيس الغامبي قبل الانتقال إلى الولايات المتحدة.

### الأمير بوبكر أميناتا سانكانو
باحث السينما الغامبي الحائز على جوائز، المنتج والصحفي، الأمير بوبكر أميناتا سانكانو، صنع التاريخ يوم الاثنين، في الخامس من سبتمبر 2016 م، عندما أصبح أول شخص من أصل غامبي؛ يتم اختياره ديمقراطيًا كمرشح في الإنتخابات الألمانية لعام 2017م.

## ممثلات الفيلم الغامبيات

### روزالين ميورير
حصلت ممثلة نوليوود والناشطة الخيرية روزالين ميورير على جائزة تقدير خاصة؛ لدعمها كسفير للأم والطفل؛ في حدث لا مود جرين أكتوبر، الذي أقيم أمس في فندق أورينتال، لاغوس. روزالين ميورير هي ممثلة وعارضة أزياء وناشطة خير نيجيرية، ولدت في غامبيا حيث تلقت تعليمها المبكر.كما أنها حاصلة على دبلوم في إدارة الأعمال ودرست التصوير.

## منتجي الفيلم الغامبيون
الأمير بوبكر أميناتا سانكانو

## إبراهيم سيساي
إبراهيم هو صانع أفلام سلام وحائز على جوائز، وقد تم تكريمه لمساهمته التي امتدت لأكثر من 12 عامًا في مناصرة الشباب وبناء السلام وبناء الأمة.
يشغل حاليًا منصب المدير التنفيذي المؤسس لمبادرة الفنانين الأفارقة للسلام (AAPI)، وهي حركة أفريقية من الفنانين وصناع السلام، ورئيس تحالف الشباب الأفريقي حول أهداف التنمية المستدامة (AYAS). هو أيضًا ناشط في مجال العدالة الاجتماعية.

## مهرجان سينكامبيا السينمائي الدولي
مهرجان سينكامبيا الدولي للأفلام (CIFF) هو مهرجان سنوي في المقام الأول للأفلام التي تم إنتاجها بلغات السكان الأصليين والتي لا تعتبر دائمًا من قبل المهرجانات السائدة في أوروبا وأمريكا الشمالية.
لا يوجد في غامبيا نظام رسمي للتدريب على الأفلام.سوف يجتذب المهرجان الجماهير لتسويق الأفلام ولكن لتحفيز الإنتاج المحلي المستدام،  لإنشاء سوق للأفلام الغامبية مع الأهداف الأساسية لتطبيق الأداء والفنون السمعية والبصرية كأدوات للتنمية المجتمعية المستدامة في غامبيا وأفريقيا والشتات.